# Concepción tartomány (Chile)

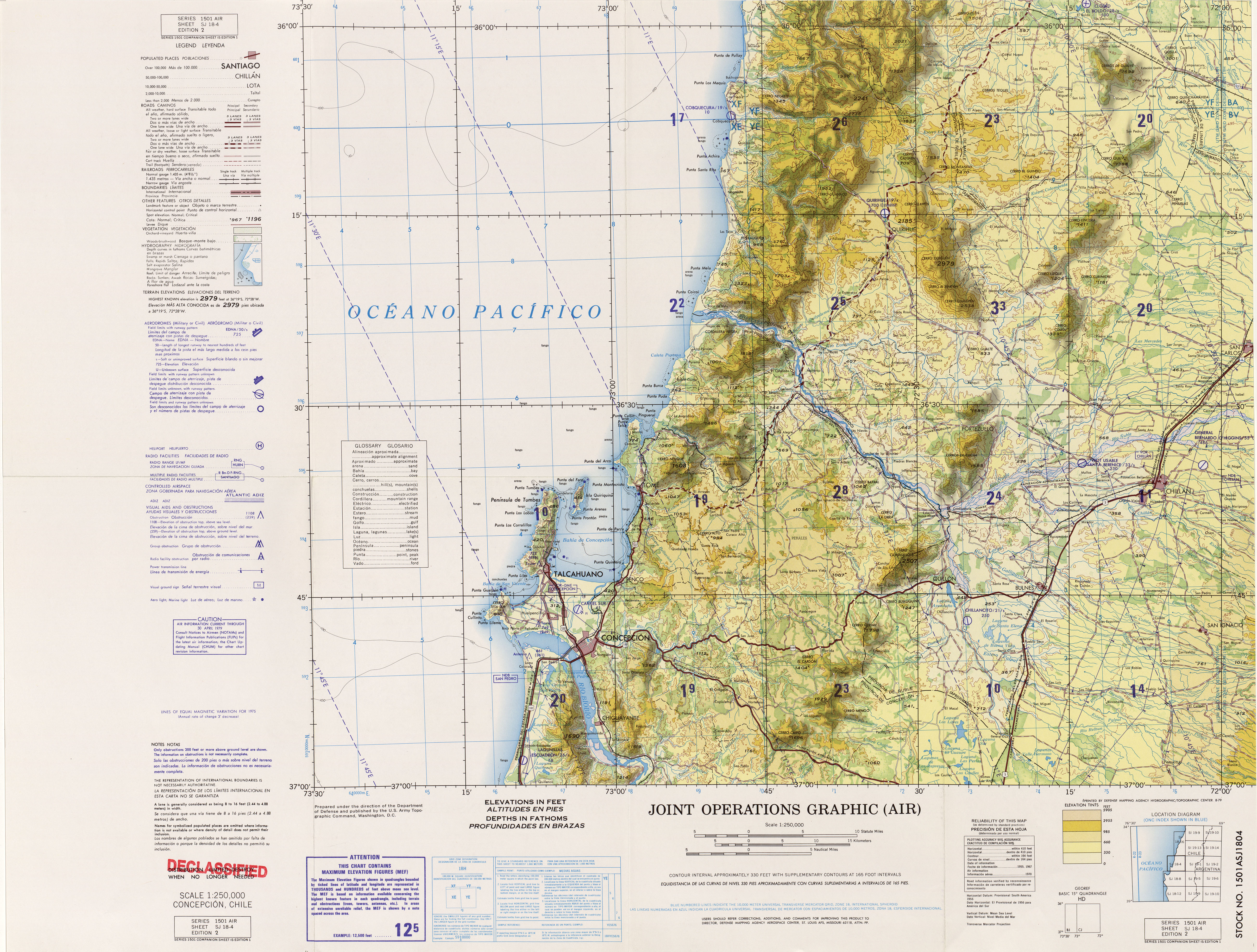
Concepción tartomány (Chile)

Concepción tartomány (Chile)

Concepción tartomány Chile egyik tartománya Biobío régióban, székhelye Concepción városa. Az ország középső részén helyezkedik el. A 3439 km² területű tartomány 912.899 fő lakossággal rendelkezik. Népsűrűség: 265 fő/km².
Concepción tartományában 12 kommuna van:
1. Concepción (Nyugaton Hualpén és Talcahuano, délen San Pedro de la Paz, keleten Chiguayante, északon Penco határolja).
2. Coronel
3. Chiguayante
4. Florida
5. Hualpén
6. Hualqui
7. Lota
8. Penco
9. San Pedro de la Paz
10. Santa Juana
11. Talcahuano
12. Tomé